# Xã Larrabee, Quận Gove, Kansas
Xã Larrabee (tiếng Anh: Larrabee Township) là một xã thuộc quận Gove, tiểu bang Kansas, Hoa Kỳ. Năm 2010, dân số của xã này là 61 người.